# Willi Probst
Willi Probst (* 1906; † 14. Mai 1942 in Mannheim) war ein deutscher kommunistischer Widerstandskämpfer gegen den NS-Staat.

## Leben
Willi Probst war durch seine politische Überzeugung dazu gelangt, in die Kommunistische Partei Deutschlands (KPD) einzutreten. Er gehörte zu den aktiven Kämpfern gegen den aufkommenden Faschismus und hatte sich der Lechleiter-Widerstandsgruppe in Mannheim angeschlossen. Im Zweiten Weltkrieg wurde Willi Probst zur Wehrmacht eingezogen. Nun wurde es seine gefährliche Aufgabe, seinen Kameraden im Waffenrock die Zeitung „Der Vorbote“ heimlich weiterzugeben.
Als die Lechleiter-Gruppe im Februar 1942 durch Verrat enttarnt wurde, gehörte auch er zu den Angeklagten vor dem Volksgerichtshof, der am 15. Mai 1942 im Mannheimer Schloss seine Urteile sprach. Doch er und zwei seiner Mitstreiter erlebten das Gerichtsurteil nicht mehr. Hans Heck und Fritz Grund hatten solche grausame Folter erlitten, dass sie sich das Leben nahmen. Willi Probst  wurde in der Nacht vor dem Prozess der Magen eingetreten, so dass er durch dieses Foltergeschehen starb.

## Erinnerung
- In der Mannheimer Schwetzingerstadt befindet sich auf dem – bereits 1945 so benannten – Georg-Lechleiter-Platz ein Denkmal für die Widerstandskämpfer der Lechleiter-Gruppe von Manfred Kieselbach (1988). Hier wird bei Gedenkfeiern auch an Probst erinnert.